# Dänische Poolbillard-Meisterschaft 2013
Die dänische Poolbillard-Meisterschaft 2013 war die 24. Austragung der nationalen Meisterschaft in der Billardvariante Poolbillard. Ausgespielt wurden die Disziplinen 8-Ball, 9-Ball, 10-Ball und 14/1 endlos.
Der 9-Ball-Wettbewerb der Herren fand am 30. März 2013 in Skive statt. Die Herrenwettbewerbe im 8-Ball und 14/1 endlos wurden in Kopenhagen ausgetragen, 8-Ball am 23. Juni und 14/1 endlos am 27. Oktober 2013. Der Wettbewerb in der Disziplin 10-Ball fand am 16. Dezember 2013 in Aarhus statt.

## Medaillengewinner
| Disziplin            | Gold                                  | Silber                            | Bronze                          | Bronze                                 |
| -------------------- | ------------------------------------- | --------------------------------- | ------------------------------- | -------------------------------------- |
| Herren – 9-Ball      | Jan Keller (Osted BK)                 | Bahram Lotfy (Herlev Pool Club)   | Alban Richard (Osted BK)        | Andreas Madsen 1 (Herlev Pool Club)    |
| Herren – 8-Ball      | Bahram Lotfy (Herlev Pool Club)       | Jan Keller (Osted BK)             | Jakob Lyng (Aarhus Pool & BK)   | Martin Brackenbury 1 (Skive Pool Club) |
| Herren – 14/1 endlos | Alan Conway (Skive Pool Club)         | Martin Larsen (Skive Pool Club)   | Alban Richard (Osted BK)        | Kasper Kristoffersen (Copenhagen PSH)  |
| Herren – 10-Ball     | Kasper Kristoffersen (Copenhagen PSH) | Alban Richard (Osted BK)          | Bahram Lotfy (Herlev Pool Club) | Jan Keller (Osted BK)                  |
| Junioren – 8-Ball    | Joel Rosenfeldt (Herlev Pool Club)    | Andreas Madsen (Herlev Pool Club) |                                 |                                        |
| Junioren – 9-Ball    | Andreas Madsen (Herlev Pool Club)     |                                   |                                 |                                        |
| Junioren – 10-Ball   | Andreas Madsen (Herlev Pool Club)     |                                   |                                 |                                        |